# Christian Lee
Christian Lee (Vancouver, Columbia Británica, Canadá; 7 de septiembre de 1998) es un artista marcial mixto canadiense que compite actualmente en las categorías de peso ligero y peso wélter de ONE Championship, donde es doble campeón simultáneo, siendo el actual Campeón Mundial de Peso Ligero de ONE y el actual Campeón Mundial de Peso Wélter de ONE. Lee también es el Campeón Mundial del Grand Prix de Peso Ligero de ONE de 2019. Desde abril de 2023, está en la posición #2 del ranking libra por libra de ONE Championship según SCMP.
El 17 de mayo de 2019, Lee venció a Shinya Aoki para ganar el Campeón Mundial de Peso Ligero de ONE y así convertirse en la primera dupla de hermanos en convertirse en campeones mundiales de artes marciales mixtas junto a su hermana Angela Lee, la cual ostenta el Campeonato Mundial de Peso Átomo de ONE.

## Priemros años
Nacido en Vancouver, hijo de un padre chino-singapurense y una madre surcorena-canadiense, Lee se trasladó a Hawái a la edad de 5 años. Al ambos padres ser condecorados artistas marciales, Lee comenzó en el deporte a temprana edad.
En los Campeonatos Nacionales de Pancracio de 2012, Lee ganó dos títulos nacionales y una medalla de plata. Lee también ganaría el Campeonato Mundial en la división de MMA en World Pangration Athlima Federation Championships de 2012.

## Carrera de artes marciales mixtas
Lee entrena en el gimnasio United MMA en Waipahu, Háwai y en Evolve MMA en Singapur, junto a su compañera y hermana, Angela y su cuñado, Bruno Pucci, quien también compite en ONE Championship, en la división de peso gallo.
Lee hizo su debut amateur en 2015 en Star Elite Cage Fighting, donde derrotó a Avery Sanchis por sumisión en el primer asalto.

### ONE Championship
A la edad de 17 años, Lee  firmó con ONE Championship e hizo debut en la promociónal en ONE Championship: Spirit of Champions el 11 de diciembre de 2015, consiguiendo la primera victoria de su carrera en tan solo 29 segundos del primer asalto por TKO contra David Meak.
En su siguiente pelea, Lee vencería a Mahmoud Deab Mohamed por sumisión (kimura) en el primer asalto en ONE Championship: Clash Of Heroes el 29 de enero de 2016.
El 18 de marzo de 2016, Lee ganó otra pelea en el primer asalto contra Anthony Engelen en ONE Championship: Union of the Warriors por TKO por golpes y codos.
En ONE Championship: Ascent To Power el 6 de mayo de 2016, Lee aumentó su récord a 4–0 cuando sometió a Cary Bullos en el primer asalto por medio de un brabo choke.
Lee continuaría su racha de finalizaciones en el primer asalto cuando finalizó a Rocky Batolbatol por TKO en ONE Championship: Kingdom Of Champions el 27 de mayo de 2016.
En su siguiente pelea el 13 de agosto de 2016,  Lee sufriría la primera derrota de su carrera ante el prospecto en ascenso de peso pluma Martin Nguyen en ONE Championship: Heroes of the World, perdiendo por sumisión en el primer asalto (guillotina).
Lee volvería a la senda de la victoria derrotando a Wan Jianping por TKO en el primer asalto en ONE Championship: Kings of Destiny el 21 de abril de 2017.
Por primera vez en su carrera, Lee llegó al tercer asalto antes de someter a Keanu Subba con un armbar en ONE Championship: Quest for Greatness el 18 de agosto de 2017.
El 9 de diciembre de 2017, en ONE Championship: Warriors of the World, Lee derrotó al ex-Campeón de Peso Ligero de ONE Kotetsu Boku por TKO  en el primer asalto.
Lee sometió a Kazunori Yokota en el segundo asalto en ONE Championship: Visions of Victory el 9 de marzo de 2018 para conseguir su cuarta victoria seguida.
Gracias a una fuerte racha de victorias, Lee conseguiría una oportunidad titular contra el Campeón Mundial de Peso Pluma Martin Nguyen en ONE Championship: Unstoppable Dreams el 18 de mayo de 2018. Luego de una competitiva batalla de 5 asaltos, Lee perdería una cerrada decisión dividida, siendo la segunda derrota ante el peso pluma vietnamita-australiano.
Lee perdería otra pelea contra Edward Kelly en ONE Championship: Beyond the Horizon el 8 de septiembre de 2018, luego de que fuera descalificado por el reglamento de la promoción. Durante un derribo contra Kelly, se determinó que Lee había ejecutado un suplex ilegal que causó que Kelly cayera sobre su cabeza y cuello.
Lee volvería a la senda de la victoria contra el ex-Campeón de Peso Ligero de Pancrase Kazuki Tokudome, en un combate en peso pactado en 73 kg en ONE Championship: Heart of the Lion el 9 de noviembre de 2018, derrotando al japonés en el segundo asalto por TKO. La pelea fue añadida en corto aviso a la cartalera, luego de que su hermana Angela Lee, que se esperaba que enfrentará a Xiong Jing Nan por el Campeonato de Peso Paja de ONE, fuera forzada a retirarse de la pelea por una lesión de espalda.
En una anticipada revancha contra Edward Kelly en ONE Championship: Eternal Glory el 19 de enero de 2019, Lee finalizó a Kelly por TKO en el primer asalto, aumentando así su récord a 14–3.

#### Primer reinado del Campeonato de Peso Ligero de ONE
Lee aceptó un reto abierto por el título del Campeón Mundial de Peso Ligero de ONE Shinya Aoki, emitido en marzo de 2019 luego de que Aoki ganara el título de peso ligero. Lee, un peso pluma, subiría de categoría para aceptar el desafío por el título. El 17 de mayo del 2019 en ONE Championship: Enter The Dragon, Lee sobrevivió a un intento de armbar para sorprender a la leyenda japonesa del grappling en el segundo asalto, ganando la pelea por TKO, ganando su primer título mundial de artes marciales mixtas. Su victoria lo convirtió en el campeón masculino más joven de la historia de las artes marciales mixtas, a su vez se convirtió en la primera dupla de hermanos en ser campeones mundiales, junto a su hermana Angela Lee que ostenta el Campeonato Mundial de Peso Átomo de ONE.
El 26 de septiembre de 2019, el presidente y fundador de ONE Championship Chatri Sityodtong anunció que Lee había aceptado la oferta de ser el reemplazo en corto aviso, de un lesionado Eddie Alvarez, en la final del Campeonato Mundial del Grand Prix de Peso Ligero. La pelea sería contra el finalista turco, Saygid Guseyn Arslanaliev, en ONE Championship: Century Part I el 13 de octubre de 2019, luego de que el reemplazo inicial, Eduard Folayang hubiera tenido problemas de visado. La adición de último minuto en el evento permitiría a Lee pelear en la misma cartelera que su hermana Angela, que estaba defendiendo su Campeonato de Peso Átomo esa misma noche. Lee ganaría la pelea por decisión unánime, ganando el Campeonato Mundial del Grand Prix de ONE, dicha victoria marcaría la primera y única vez que Lee ha ganado una pelea por decisión.
Lee defendió su Campeonato de Peso Ligero de ONE contra Iuri Lapicus en ONE Championship: Inside the Matrix el 30 de octubre de 2020. Luego de sobrevivir a una barrida en los primeros segundos de la pelea, Lee ganaría la pelea por TKO en el primer asalto.
Lee defendió su defendió su Campeonato de Peso Ligero de ONE contra Timofey nastyukhin en ONE on TNT 2 el 14 de abril de 2021. Lee ganó la pelea por TKO en el primer asalto.
Lee fue agendado para defender su Campeonato Mundial de Peso Ligero de ONE contra Ok Rae Yoon en ONE Championship: Revolution el 24 de septiembre de 2021. Lee perdió la pelea por una muy controvertida decisión unánime. Debido a la controvertida naturaleza de la decisión, la pelea fue revisada por el Comité de Competencia de ONE, pero en última instancia el resultado se mantuvo.

#### Segundo reinado del Campeonato de Peso Ligero de ONE
Lee tuvo una revancha contra Ok Rae Yoon por el Campeonato Mundial de Peso Ligero de ONE, el 26 de agosto de 2022 en ONE 160. Lee recuperó el título en el segundo asalto luego de derribar a Ok con golpes y finalizarlo en el suelo con rodillazos. Esta victoria lo haría ganador de su primer premio de Actuación de la Noche.

#### Reinado como Doble Campeón de ONE
En busca de convertirse en el séptimo Campeón Simultáneo de ONE Championship, Lee enfrentó a Kiamrian Abbasov por el Campeonato Mundial de Peso Wélter de ONE en el evento estelar de ONE on Prime Video 4, el 18 de noviembre de 2022. Durante el pesaje, Abbasov no dio el peso, pesando 186.25 libras, 1.25 libras sobre el límite de peso wélter. Abbasov fue despojado del título y la pelea procedió en un peso pactado en el que sólo Lee era elegible para ganar el título. Lee ganó la pelea por TKO en el cuarto asalto, convirtiéndose en doble campeón simultáneo de ONE. Esta victoria lo haría merecedor de su segundo premio de Actuación de la Noche.
Lee está programado para hacer la primera defensa de su segundo reinado de peso ligero contra Alibeg Rasulov el 8 de noviembre de 2024, en ONE 169.

## Vida personal
Lee tiene tanto ciudadanía estadounidense como canadiense.
Lee y su esposa Katie tienen una hija llamada Alia Mae, nacida en 2021.
La hermana mayor de Lee es la también campeona de ONE, Angela, y su hermana menor, Victoria, tuvo un exitoso debut profesional en MMA a los 16 años el 26 de febrero de 2021.

## Campeonatos y logros

### Artes marciales mixtas
- ONE Championship
  - Campeón Mundial de Peso Ligero de ONE (Dos veces; actual)
    - Dos defensas titulares exitosas (Primer reinado)

  - Campeón Mundial de Peso Wélter de ONE (Una vez; actual)
  - Campeón Mundial del Grand Prix de Peso Ligero de 2019 de ONE
  - Actuación de la Noche (Dos veces) vs. Ok Rae Yoon y Kiamrian Abbasov[56][53]
  - Mayor cantidad de victorias en la historia de ONE Championship (17).
  - Mayor cantidad de finalizaciones en la historia de ONE Championship (16).
  - Mayor cantidad de nocauts en la historia de ONE Championship (12).

## Récord en artes marciales mixtas
| Récord profesional | Récord profesional | Récord profesional |
| 21 peleas          | 17 victorias       | 4 derrotas         |
| ------------------ | ------------------ | ------------------ |
| Nocaut             | 12                 | 0                  |
| Sumisión           | 4                  | 1                  |
| Decisión           | 1                  | 2                  |
| Descalificación    | 0                  | 1                  |

| Resultado | Récord | Oponente             | Método                              | Evento                                  | Fecha                    | Ronda | Tiempo | Localización     | Notas |
| --------- | ------ | -------------------- | ----------------------------------- | --------------------------------------- | ------------------------ | ----- | ------ | ---------------- | --- |
|           |        | Alibeg Rasulov       |                                     | ONE 169                                 | 8 de noviembre de 2024   |       |        | Atlanta, Georgia | Defendiendo el Campeonato de Peso Ligero de ONE. |
| Victoria  | 17–4   | Kiamrian Abbasov     | TKO (codazos y golpes)              | ONE on Prime Video 4                    | 18 de noviembre de 2022  | 4     | 4:20   | Kallang          | Ganó el Campeonato de Peso Wélter de ONE. Abbasov no dio el peso (186.25 lbs) y fue despojado del título. Sólo Lee era elegible para ganar el título. Actuación de la Noche. |
| Victoria  | 16–4   | Ok Rae Yoon          | TKO (rodillazos)                    | ONE 160                                 | 16 de agosto de 2022     | 2     | 1:00   | Kallang          | Ganó el Campeonato de Peso Ligero de ONE. Actuación de la Noche. |
| Derrota   | 15–4   | Ok Rae Yoon          | Decisión (unánime)                  | ONE Championship: Revolution            | 24 de septiembre de 2021 | 5     | 5:00   | Kallang          | Perdió el Campeonato de Peso Ligero de ONE. |
| Victoria  | 15–3   | Timofey Nastyukhin   | TKO (golpes)                        | ONE on TNT 2                            | 14 de abril de 2021      | 1     | 1:13   | Kallang          | Defendió el Campeonato de Peso Ligero de ONE. |
| Victoria  | 14–3   | Iuri Lapicus         | TKO (golpes)                        | ONE Championship: Inside the Matrix     | 30 de octubre de 2020    | 1     | 2:19   | Kallang          | Defendió el Campeonato de Peso Ligero de ONE. |
| Victoria  | 13–3   | Dagi Arslanaliev     | Decisión (unánime)                  | ONE Championship: Century Part 1        | 13 de octubre de 2019    | 3     | 5:00   | Tokio            | Ganó el Campeonato del Grand Prix de Peso Ligero de ONE. |
| Victoria  | 12–3   | Shinya Aoki          | TKO (golpes)                        | ONE Championship: Enter the Dragon      | 17 de mayo de 2019       | 2     | 0:51   | Kallang          | Ganó el Campeonato de Peso Ligero de ONE. |
| Victoria  | 11–3   | Edward Kelly         | TKO (golpes)                        | ONE Championsip: Eternal Glory          | 19 de enero de 2019      | 1     | 2:53   | Yakarta          | |
| Victoria  | 10–3   | Kazuki Tokudome      | TKO (golpes)                        | ONE Championsip: Heart of Lion          | 9 de noviembre de 2018   | 1     | 3:07   | Kallang          | Peso pactado (73 kg). |
| Derrota   | 9–3    | Edward Kelly         | Descalificación (suplex ilegal)     | ONE Championship: Beyond the Horizon    | 8 de septiembre de 2018  | 1     | 2:19   | Shanghái         | |
| Derrota   | 9–2    | Martin Nguyen        | Decisión (dividida)                 | ONE Championship: Unstoppable Dreams    | 18 de mayo de 2018       | 3     | 5:00   | Kallang          | Por el Campeonato de Peso Pluma de ONE. |
| Victoria  | 9–1    | Kazunori Yokota      | Sumisión (guillotine choke)         | ONE Championship: Visions of Victory    | 9 de marzo de 2018       | 2     | 4:34   | Kuala Lumpur     | |
| Victoria  | 8–1    | Kotetsu Boku         | TKO (golpes)                        | ONE Championship: Warriors of the World | 9 de diciembre de 2017   | 1     | 3:24   | Bangkok          | |
| Victoria  | 7–1    | Keanu Subba          | Sumisión (armbar)                   | ONE Championship: Quest for Greatness   | 18 de agosto de 2017     | 3     | 1:11   | Kuala Lumpur     | |
| Victoria  | 6–1    | Jianping Wan         | TKO (golpes)                        | ONE Championship: Kings of Destiny      | 21 de abril de 2017      | 1     | 4:15   | Manila           | |
| Derrota   | 5–1    | Martin Nguyen        | Sumisión técnica (guillotine choke) | ONE Championsip: Heroes of the World    | 13 de agosto de 2016     | 1     | 4:30   | Macao            | |
| Victoria  | 5–0    | Rocky Batolbatol     | TKO (golpes)                        | ONE Championsip: Kingdom of Champions   | 27 de mayo de 2018       | 1     | 2:14   | Bangkok          | |
| Victoria  | 4–0    | Cary Bullos          | Sumisión (brabo choke)              | ONE Championsip: Ascent of Power        | 6 de mayo de 2018        | 1     | 2:07   | Kallang          | |
| Victoria  | 3–0    | Anthony Engelen      | TKO (golpes y codazos)              | ONE Championship: Union of warriors     | 18 de marzo de 2016      | 1     | 4:14   | Rangún           | |
| Victoria  | 2–0    | Mahmoud Deab Mohamed | Sumisión (kimura)                   | ONE Championship: Clash of Heroes       | 29 de enero de 2016      | 1     | 2:20   | Kuala Lumpur     | |
| Victoria  | 1–0    | David Meak           | TKO (golpes)                        | ONE Championship: Spirit of Champions   | 11 de diciembre de 2015  | 1     | 0:29   | Manila           | |